# Mahmoud Abdel Aziz (acteur)
Pour les articles homonymes, voir Mahmoud Abdel Aziz et Abdel Aziz.
Mahmoud Abdel Aziz (en arabe : محمود عبد العزيز), né à  Alexandrie (Égypte) et mort au Caire (Égypte),
est un acteur populaire de cinéma et de télévision égyptien. Il est devenu célèbre pour plusieurs rôles  en Égypte et  devenu célèbre dans tous les pays arabes pour son rôle dans la série télévisée Raafat El-Haggan.